# Wereldbeker schansspringen 2016/2017
De wereldbeker schansspringen 2016/2017 (officieel: FIS Ski Jumping World Cup presented by Viessmann) ging van start op 25 november 2016 in het Finse Kuusamo en eindigde op 26 maart 2017 in het Sloveense Planica.
De Oostenrijker Stefan Kraft veroverde zowel de algemene wereldbeker als de wereldbeker skivliegen, het Poolse team won het landenklassement. De Japanse Sara Takanashi werd winnares van het wereldbekerklassement voor vrouwen, het Japanse vrouwenteam won het landenklassement.
Dit schansspringseizoen telde verschillende hoogtepunten, zo waren er de wereldkampioenschappen schansspringen en het Vierschansentoernooi. De schansspringer die op het einde van het seizoen de meeste punten had verzameld, won de algemene wereldbeker. De wedstrijden op de wereldkampioenschappen telden niet mee voor de algemene wereldbeker. 

## Mannen

### Kalender
| Datum                                                                                    | Plaats                          | Schans                          | Opmerking                       | Eerste                                                                              | Tweede                                                                         | Derde                                                                         |
| ---------------------------------------------------------------------------------------- | ------------------------------- | ------------------------------- | ------------------------------- | ----------------------------------------------------------------------------------- | ------------------------------------------------------------------------------ | ----------------------------------------------------------------------------- |
| 25/11/2016                                                                               | Kuusamo                         | HS142                           | Avond                           | Domen Prevc                                                                         | Severin Freund                                                                 | Peter Prevc                                                                   |
| 26/11/2016                                                                               | Kuusamo                         | HS142                           | Avond                           | Severin Freund                                                                      | Daniel-André Tande                                                             | Manuel Fettner                                                                |
| 03/12/2016                                                                               | Klingenthal                     | HS140                           | Team Avond                      | Polen Piotr Żyła Kamil Stoch Dawid Kubacki Maciej Kot                               | Duitsland Markus Eisenbichler Andreas Wellinger Richard Freitag Severin Freund | Oostenrijk Michael Hayböck Stefan Kraft Andreas Kofler Manuel Fettner         |
| 04/12/2016                                                                               | Klingenthal                     | HS140                           | Avond                           | Domen Prevc                                                                         | Daniel-André Tande                                                             | Stefan Kraft                                                                  |
| 10/12/2016                                                                               | Lillehammer                     | HS138                           | Avond                           | Domen Prevc                                                                         | Daniel-André Tande                                                             | Stefan Kraft                                                                  |
| 11/12/2016                                                                               | Lillehammer                     | HS138                           | Avond                           | Kamil Stoch                                                                         | Maciej Kot                                                                     | Markus Eisenbichler                                                           |
| 17/12/2016                                                                               | Engelberg                       | HS137                           | Avond                           | Michael Hayböck                                                                     | Domen Prevc                                                                    | Andreas Kofler                                                                |
| 18/12/2016                                                                               | Engelberg                       | HS137                           |                                 | Domen Prevc                                                                         | Kamil Stoch                                                                    | Stefan Kraft                                                                  |
| Vierschansentoernooi 2017                                                                |                                 |                                 |                                 |                                                                                     |                                                                                |                                                                               |
| 30/12/2016                                                                               | Oberstdorf                      | HS137                           |                                 | Stefan Kraft                                                                        | Kamil Stoch                                                                    | Michael Hayböck                                                               |
| 01/01/2017                                                                               | Garmisch-Partenkirchen          | HS140                           |                                 | Daniel-André Tande                                                                  | Kamil Stoch                                                                    | Stefan Kraft                                                                  |
| 04/01/2017                                                                               | Innsbruck                       | HS130                           |                                 | Daniel-André Tande                                                                  | Robert Johansson                                                               | Jevgeni Klimov                                                                |
| 06/01/2017                                                                               | Bischofshofen                   | HS140                           | Avond                           | Kamil Stoch                                                                         | Michael Hayböck                                                                | Piotr Żyła                                                                    |
| Eindstand Vierschansentoernooi:                                                          | Eindstand Vierschansentoernooi: | Eindstand Vierschansentoernooi: | Eindstand Vierschansentoernooi: | Kamil Stoch                                                                         | Piotr Żyła                                                                     | Daniel-André Tande                                                            |
| 14/01/2017                                                                               | Wisła                           | HS134                           |                                 | Kamil Stoch                                                                         | Stefan Kraft                                                                   | Andreas Wellinger                                                             |
| 15/01/2017                                                                               | Wisła                           | HS134                           |                                 | Kamil Stoch                                                                         | Daniel-André Tande                                                             | Domen Prevc                                                                   |
| 21/01/2017                                                                               | Zakopane                        | HS134                           | Team Avond                      | Duitsland Markus Eisenbichler Stephan Leyhe Andreas Wellinger Richard Freitag       | Polen Piotr Żyła Maciej Kot Dawid Kubacki Kamil Stoch                          | Slovenië Jurij Tepeš Peter Prevc Jernej Damjan Domen Prevc                    |
| 22/01/2017                                                                               | Zakopane                        | HS134                           | Avond                           | Kamil Stoch                                                                         | Andreas Wellinger                                                              | Richard Freitag                                                               |
| 28/01/2017                                                                               | Willingen                       | HS145                           | Team Avond                      | Polen Piotr Żyła Dawid Kubacki Maciej Kot Kamil Stoch                               | Oostenrijk Michael Hayböck Manuel Fettner Gregor Schlierenzauer Stefan Kraft   | Duitsland Markus Eisenbichler Stephan Leyhe Andreas Wellinger Richard Freitag |
| 29/01/2017                                                                               | Willingen                       | HS145                           | Avond                           | Andreas Wellinger                                                                   | Stefan Kraft                                                                   | Manuel Fettner                                                                |
| 04/02/2017                                                                               | Oberstdorf                      | HS213                           |                                 | Stefan Kraft                                                                        | Andreas Wellinger                                                              | Kamil Stoch                                                                   |
| 05/02/2017                                                                               | Oberstdorf                      | HS213                           |                                 | Stefan Kraft                                                                        | Andreas Wellinger                                                              | Jurij Tepeš                                                                   |
| 11/02/2017                                                                               | Sapporo                         | HS134                           | Avond                           | Maciej Kot Peter Prevc                                                              |                                                                                | Stefan Kraft                                                                  |
| 12/02/2017                                                                               | Sapporo                         | HS134                           |                                 | Kamil Stoch                                                                         | Andreas Wellinger                                                              | Stefan Kraft                                                                  |
| 18/02/2017                                                                               | Pyeongchang                     | HS140                           | Avond                           | Stefan Kraft                                                                        | Andreas Wellinger                                                              | Kamil Stoch                                                                   |
| 19/02/2017                                                                               | Pyeongchang                     | HS109                           | Avond                           | Maciej Kot                                                                          | Stefan Kraft                                                                   | Andreas Wellinger                                                             |
| 22 februari tot en met 5 maart 2017: Wereldkampioenschappen schansspringen 2017 in Lahti |                                 |                                 |                                 |                                                                                     |                                                                                |                                                                               |
| Raw Air 2017                                                                             |                                 |                                 |                                 |                                                                                     |                                                                                |                                                                               |
| 11/03/2017                                                                               | Oslo                            | HS134                           | Team Avond                      | Oostenrijk Michael Hayböck Manuel Fettner Markus Schiffner Stefan Kraft             | Duitsland Markus Eisenbichler Stephan Leyhe Richard Freitag Andreas Wellinger  | Polen Piotr Żyła Kamil Stoch Dawid Kubacki Maciej Kot                         |
| 12/03/2017                                                                               | Oslo                            | HS134                           |                                 | Stefan Kraft                                                                        | Andreas Wellinger                                                              | Markus Eisenbichler                                                           |
| 14/03/2017                                                                               | Lillehammer                     | HS138                           | Avond                           | Afgelast                                                                            | Afgelast                                                                       | Afgelast                                                                      |
| 16/03/2017                                                                               | Trondheim                       | HS140                           | Avond                           | Stefan Kraft                                                                        | Andreas Stjernen                                                               | Andreas Wellinger                                                             |
| 18/03/2017                                                                               | Vikersund                       | HS225                           | Team Avond                      | Noorwegen Daniel-André Tande Robert Johansson Johann André Forfang Andreas Stjernen | Polen Piotr Żyła Dawid Kubacki Maciej Kot Kamil Stoch                          | Oostenrijk Michael Hayböck Manuel Fettner Gregor Schlierenzauer Stefan Kraft  |
| 19/03/2017                                                                               | Vikersund                       | HS225                           |                                 | Kamil Stoch                                                                         | Noriaki Kasai                                                                  | Michael Hayböck                                                               |
| Eindklassement Raw Air:                                                                  | Eindklassement Raw Air:         | Eindklassement Raw Air:         | Eindklassement Raw Air:         | Stefan Kraft                                                                        | Kamil Stoch                                                                    | Andreas Wellinger                                                             |
| 24/03/2017                                                                               | Planica                         | HS225                           |                                 | Stefan Kraft                                                                        | Andreas Wellinger                                                              | Markus Eisenbichler                                                           |
| 25/03/2017                                                                               | Planica                         | HS225                           | Team                            | Noorwegen Robert Johansson Johann André Forfang Anders Fannemel Andreas Stjernen    | Duitsland Markus Eisenbichler Richard Freitag Karl Geiger Andreas Wellinger    | Polen Piotr Żyła Dawid Kubacki Maciej Kot Kamil Stoch                         |
| 26/03/2017                                                                               | Planica                         | HS225                           |                                 | Stefan Kraft                                                                        | Andreas Wellinger                                                              | Noriaki Kasai                                                                 |

### Eindstanden
| Wereldbeker algemeen | Wereldbeker algemeen | Wereldbeker algemeen | Wereldbeker algemeen |
| #                    | Naam                 | Land                 | Punten               |
| -------------------- | -------------------- | -------------------- | -------------------- |
| 1                    | Stefan Kraft         | AUT                  | 1665                 |
| 2                    | Kamil Stoch          | POL                  | 1524                 |
| 3                    | Daniel-André Tande   | NOR                  | 1201                 |
| 4                    | Andreas Wellinger    | GER                  | 1161                 |
| 5                    | Maciej Kot           | POL                  | 985                  |
| 6                    | Domen Prevc          | SLO                  | 963                  |
| 7                    | Michael Hayböck      | AUT                  | 814                  |
| 8                    | Markus Eisenbichler  | GER                  | 807                  |
| 9                    | Peter Prevc          | SLO                  | 716                  |
| 10                   | Manuel Fettner       | AUT                  | 703                  |

| Wereldbeker skivliegen | Wereldbeker skivliegen | Wereldbeker skivliegen | Wereldbeker skivliegen |
| #                      | Naam                   | Land                   | Punten                 |
| ---------------------- | ---------------------- | ---------------------- | ---------------------- |
| 1                      | Stefan Kraft           | AUT                    | 445                    |
| 2                      | Andreas Wellinger      | GER                    | 333                    |
| 3                      | Kamil Stoch            | POL                    | 279                    |
| 4                      | Noriaki Kasai          | JPN                    | 230                    |
| 5                      | Peter Prevc            | SLO                    | 196                    |
| 6                      | Michael Hayböck        | AUT                    | 184                    |
| 7                      | Markus Eisenbichler    | GER                    | 151                    |
| 8                      | Jurij Tepeš            | SLO                    | 144                    |
| 9                      | Domen Prevc            | SLO                    | 138                    |
| 10                     | Piotr Żyła             | POL                    | 129                    |

## Vrouwen

### Kalender
| Datum                                                                                    | Plaats       | Schans | Opmerking | Eerste            | Tweede                 | Derde                      |
| ---------------------------------------------------------------------------------------- | ------------ | ------ | --------- | ----------------- | ---------------------- | -------------------------- |
| 02/12/2016                                                                               | Lillehammer  | HS100  |           | Sara Takanashi    | Yuki Ito               | Anna Rupprecht             |
| 03/12/2016                                                                               | Lillehammer  | HS100  |           | Sara Takanashi    | Yuki Ito               | Jacqueline Seifriedsberger |
| 10/12/2016                                                                               | Nizjni Tagil | HS100  |           | Maren Lundby      | Daniela Iraschko-Stolz | Sara Takanashi             |
| 11/12/2016                                                                               | Nizjni Tagil | HS100  |           | Sara Takanashi    | Daniela Iraschko-Stolz | Jacqueline Seifriedsberger |
| 07/01/2017                                                                               | Oberstdorf   | HS137  |           | Sara Takanashi    | Irina Avvakoemova      | Yuki Ito                   |
| 08/01/2017                                                                               | Oberstdorf   | HS137  |           | Sara Takanashi    | Ema Klinec             | Irina Avvakoemova          |
| 14/01/2017                                                                               | Sapporo      | HS100  |           | Yuki Ito          | Sara Takanashi         | Maren Lundby               |
| 15/01/2017                                                                               | Sapporo      | HS100  |           | Maren Lundby      | Yuki Ito               | Katharina Althaus          |
| 20/01/2017                                                                               | Yamagata     | HS100  |           | Yuki Ito          | Manuela Malsiner       | Irina Avvakoemova          |
| 21/01/2017                                                                               | Yamagata     | HS100  |           | Yuki Ito          | Sara Takanashi         | Maren Lundby               |
| 28/01/2017                                                                               | Râșnov       | HS100  |           | Maren Lundby      | Sara Takanashi         | Yuki Ito                   |
| 29/01/2017                                                                               | Râșnov       | HS100  |           | Sara Takanashi    | Maren Lundby           | Daniela Iraschko-Stolz     |
| 04/02/2017                                                                               | Hinzenbach   | HS94   |           | Sara Takanashi    | Katharina Althaus      | Carina Vogt                |
| 05/02/2017                                                                               | Hinzenbach   | HS94   |           | Sara Takanashi    | Carina Vogt            | Maren Lundby               |
| 11/02/2017                                                                               | Ljubno       | HS95   |           | Maren Lundby      | Daniela Iraschko-Stolz | Katharina Althaus          |
| 12/02/2017                                                                               | Ljubno       | HS95   |           | Katharina Althaus | Carina Vogt            | Svenja Würth               |
| 15/02/2017                                                                               | Pyeongchang  | HS109  |           | Yuki Ito          | Sara Takanashi         | Ema Klinec                 |
| 16/02/2017                                                                               | Pyeongchang  | HS109  |           | Sara Takanashi    | Yuki Ito               | Maren Lundby               |
| 22 februari tot en met 5 maart 2017: Wereldkampioenschappen schansspringen 2017 in Lahti |              |        |           |                   |                        |                            |
| 12/03/2017                                                                               | Oslo         | HS134  |           | Yuki Ito          | Sara Takanashi         | Maren Lundby               |

### Eindstand
| #  | Naam                       | Land | Punten |
| -- | -------------------------- | ---- | ------ |
| 1  | Sara Takanashi             | JPN  | 1455   |
| 2  | Yuki Ito                   | JPN  | 1208   |
| 3  | Maren Lundby               | NOR  | 1109   |
| 4  | Katharina Althaus          | GER  | 776    |
| 5  | Carina Vogt                | GER  | 723    |
| 6  | Daniela Iraschko-Stolz     | AUT  | 717    |
| 7  | Ema Klinec                 | SLO  | 630    |
| 8  | Jacqueline Seifriedsberger | AUT  | 544    |
| 9  | Irina Avvakoemova          | RUS  | 531    |
| 10 | Svenja Würth               | GER  | 497    |

## Uitzendrechten
- Canada: CBC Sports[1]
- Duitsland: ARD/ZDF[2]
- Finland: Yle
- Nederland: Eurosport
- Noorwegen: NRK
- Zweden: SVT[3][4]
- Zwitserland: SRG SSR[5]